# Peppe Millanta
Peppe Millanta (Pescara, 13 giugno 1985) è uno scrittore, sceneggiatore e conduttore televisivo italiano.

## Biografia
Terminati gli studi liceali a Francavilla al Mare, si trasferisce a Roma dove si laurea in giurisprudenza presso l'Università La Sapienza. Dopo l'abilitazione da avvocato, nel 2018 consegue il Master in Sceneggiatura e Drammaturgia presso l'Accademia nazionale d'arte drammatica Silvio D'Amico, dove si aggiudica la borsa SIAE - Sezione Cinema per la migliore tesi di lungometraggio. L'anno successivo compie il tirocinio presso Un posto al sole a Napoli.
Dopo alcune esperienze come musicista di strada e come autore teatrale, nel 2018 esordisce con il romanzo Vinpeel degli orizzonti (Neo. Edizioni), che si aggiudica numerosi riconoscimenti a livello nazionale, come il Premio John Fante Opera Prima, il Premio Città di Cuneo per il Primo Romanzo, oltre ad essere stato candidato al Premio Strega Ragazze e Ragazzi). Il romanzo è stato tradotto in Francia, Argentina, Cile e Romania.
Nel 2020 pubblica La rotta delle nuvole. Piccole bussole per sognatori testardi per la collana "Piccola filosofia di viaggio" di Ediciclo editore. Nel 2023 esce sempre per la Neo Edizioni Cronache da Dinterbild (vincitore Premio Letteraria 2024), romanzo che segue Vinpeel degli orizzonti. Nel 2025 pubblica con Rizzoli l’albo Il pescatore di stelle, illustrato da Lavinia Fagiuoli, ed esce con un albo per Radici Edizioni illustrato da Michela Di Lanzo dal titolo Fantasmalìe.
Come sceneggiatore televisivo ha firmato nel 2023 la prima stagione della serie Black Out - Vite sospese per Rai 1 (candidata ai Nastri d’Argento grandi serie sezione dramedy) e nel 2025 la terza di Canonico per TV2000. Dal 2020 collabora con la Rai Abruzzo per la realizzazione di programmi di approfondimento culturale, di cui è anche conduttore: nello specifico ha seguito le rubriche QuotaMille, Macchemito, Scorci d'Abruzzo e La macchina del tempo.
Come operatore culturale, nel 2017 fonda la Scuola Macondo - l'Officina delle Storie, scuola di scrittura e arti narrative con sede a Pescara. Ha inoltre ideato e realizzato a Sant'Eufemia a Maiella il parco Fiabosco dedicato alla salvaguardia del fantastico, ed è direttore artistico dello SquiLibri Festival di Francavilla al Mare.
Nel 2024 è stato nominato membro del CdA dell’Abruzzo Film Commission.

## Opere letterarie

### Libri
- Vinpeel degli orizzonti, Castel di Sangro, Neo Edizioni, 2018. ISBN 978-88-96176-56-6
- La rotta delle nuvole. Piccole bussole per sognatori testardi, Portogruaro, Ediciclo Editore, 2020. ISBN 978-88-65493-14-4
- Cronache da Dinterbild, Castel di Sangro, Neo Edizioni, 2023. ISBN 979-12-80857-19-4
- Il pescatore di stelle, Milano, Rizzoli, 2025. ISBN 9788817194259
- Fantasamalìe, Capistrello, Radici, 2025. ISBN 9791281235175

### Racconti
- Rukelie, Modena, Il dondolo, 2018[10]
- Polittico, AA.VV., Salerno, Cafféorchidea, 2019. ISBN 978-88-94222-46-3

## Serie TV
- Black out – Vite sospese, regia di Riccardo Donna – 2023
- Canonico 3, regia di Peppe Toia – 2025

## Programmi televisivi
- QuotaMille, Rai Abruzzo (50 puntate) – 2020/22
- Macchemito, Rai Abruzzo (20 puntate) – 2022/23
- Scorci d’Abruzzo, Rai Abruzzo (20 puntate) – 2023/24
- La macchina del tempo, Rai Abruzzo (20 puntate) – 2024/25

## Teatro
- Eugenia e le stelle, 2019. Con Istituzione Sinfonica Abruzzese[11]
- Rukelie, 2017
- Giro di Banda[12], 2016
- That's Amore - il lungo viaggio di Dean Martin, 2015[11]
- Alessandro Cicognini - una storia senza protagonista, 2015[13]
- Fiabango - favola di tango, di denti, di piedi e di cani, 2014[14]
- La cita de Malena, 2012[15]

## Premi e riconoscimenti

### Narrativa
- Primo classificato Premio John Fante Opera Prima, Torricella Peligna, 2018[16]
- Candidato Premio Strega Ragazze e Ragazzi, Roma, 2018[17]
- Selezionato Campiello Opera Prima, Venezia, 2018
- Primo classificato Premio Alda Merini, Imola, 2018[18]
- Primo classificato Premio Giovanni Bovio, Trani, 2018[19]
- Primo classificato Premio Quercia in Favola, Aulla, 2018[20]
- Primo classificato Premio La Pania, Molazzano, 2018[21]
- Primo classificato Premio Città di Cuneo per il Primo Romanzo, selezione adulti e selezione scuole, Cuneo, 2019[22]
- Secondo classificato Premio Edoardo Kihlgren Opera Prima, Milano, 2019[23]
- Secondo classificato Premio Leggo Quindi Sono, Foggia, 2019[24]
- Primo classificato Premio Letteraria, Fano, 2024

### Sceneggiatura
- Nastro d’Argento Grandi Serie – candidato con Black Out – Vite Sospese per migliore serie Dramedy, Roma, 2023[25]

### Teatro
- Finalista Roma Fringe Festival, Teatro Vascello, Roma, 2019[26]
- Primo classificato Minimo Teatro Festival, Teatro Patafisico, Palermo, 2018[27]
- Primo classificato Festival Inventaria, Roma, 2018[28]
- Primo classificato Premio Carlo Dapporto, Sestri Levante, 2018[29]
- Primo classificato Concorso Nazionale per corti teatrali, Teatro San Prospero, Reggio Emilia, 2017[30]
- Primo classificato Premio Settimia Spizzichino e gli anni rubati, Teatro Antigone, Roma, 2017[31]